# FinTS
FinTS (Financial Transaction Services), původně známý jako HBCI (Home Banking Computer Interface), je protokol pro online bankovnictví, který je nezávislý na dané bance a je vyvinut a využívaný německými bankami.
HBCI byl původně představen třemi základními německými bankovními seskupeními, jmenovitě Sparkassen-Finanzgruppe, Německá družstevní finanční skupina a Asociace německých bank . Výsledkem jejich úsilí byla veřejně dostupná otevřená specifikace protokolu. Standardizace byla nutná k nahrazení velkého množství zastaralých domácích softwarových klientů a serverů (některé z nich stále používají emulaci BTX). Zatímco IFX (Interactive Financial Exchange), OFX (Open Financial Exchange) a SET (Secure Electronic Transaction) jsou přizpůsobeny pro severoamerický trh, HBCI bylo navrženo tak, aby splňovalo požadavky evropského trhu.
Specifikace FinTS je veřejně dostupná na webových stránkách provozovaných ZKA (Central Credit Committee).

## Vlastnosti
- Podpora jednorázových hesel PIN/TAN v online bankovnictví.
- Podpora SWIFT v online bankovnictví.
- Šifrování a podpisy pomocí DES a RSA.
- Využití XML a SOAP pro výměnu dat, šifrování a podpisy.
- Podporovány jsou HTTP, HTTPS a SMTP jako komunikační vrstvy.
- Multibanking: klienti jsou navrženi tak, aby podporovali účty u více bankovních společností najednou.
- Nezávislost na platformě: Specifikace umožňuje vývoj softwaru pro různé typy klientů.
- Uložení šifrovacích klíčů na externí fyzické zařízení (čipovou kartu) pro lepší zabezpečení.
- Možnost použití tzv. čteček čipových karet „Secoder“ umožňující uživateli křížovou kontrolu transakčních dat na zabezpečeném zařízení před jejich podepsáním k případnému odhalení manipulací způsobených malwarem. Pro použití Secoderu musí banka i software domácího bankovnictví podporovat rozšíření protokolu Secoder.[1]

Standard HBCI byl nahrazen jeho nástupcem FinTS a od roku 2011 podporuje FinTS přes dva tisíce finančních institucí v Německu.

## Verze

### HBCI 2.2 PIN/TAN
HBCI 2.2 PIN/TAN (nebo HBCI+) je rozšířením HBCI, které rozšířilo zabezpečení o metodu založenou na PIN a TAN, která se již dříve používala v kombinaci s BTX a webovým bankovnictvím.

### FinTS 3.0
Ve verzi 3.0, která formálně zavedla metodu PIN/TAN, byla specifikace přejmenována na FinTS, zatímco původní metoda založená na DSA a RSA šifrování se nadále jmenuje HBCI.

### FinTS 4.0
Od verze 4.0 se formát zpráv nahradil XML. Dále byl sníženo obousměrné zpoždění, což umožňuje asynchronní komunikaci (např. skrz SMTP) pro jednoduché transakční dialogy.